# Echinochlamydosporium variabile
Echinochlamydosporium variabile — вид грибів, що належить до монотипового роду  Echinochlamydosporium.